# Martin Committee

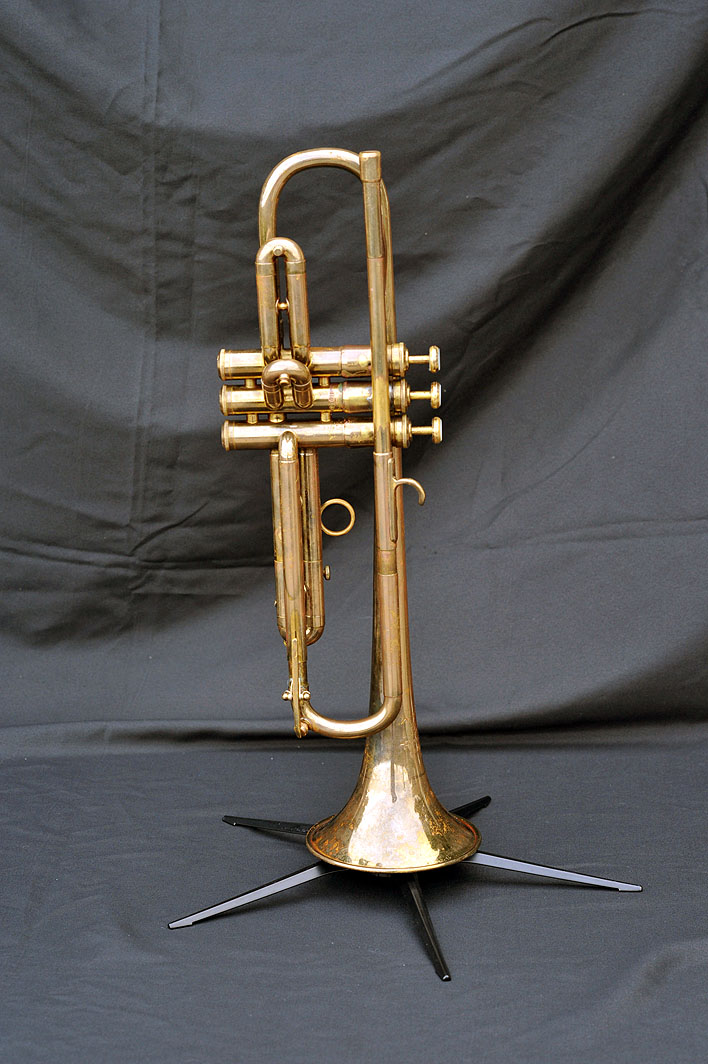
Eine Martin Committee-Trompete

Martin Committee ist der Markenname einer von etwa 1936 bis 1967 von der amerikanischen Martin Band Instrument Company gebauten Trompete. Sie wurde von bekannten Jazztrompetern wie Miles Davis, Chet Baker, Lee Morgan, Horst Fischer, Dizzy Gillespie gespielt und gilt auch deshalb als „legendär“.
Seit ca. 1992 gibt es unter demselben Namen eine Neuauflage der Trompete der Marke Martin.